# 금천 (하천)
금천(禁川)은 대한민국의 궁궐과 왕릉 등에서, 그 안으로 들어가기 위하여 건너던 물길이다. 물을 건넘으로써 몸을 단정히 한다는 의미가 있으며, 화재가 일어났을 때 방화수(防火水)가 되기도 하였다.

## 궁궐의 금천
- 경복궁의 금천: 대은암천(영제천, 永濟川)
- 경희궁의 금천: 경희궁내수
- 덕수궁의 금천: 정릉동천
- 창경궁의 금천: 옥류천
- 창덕궁의 금천: 북영천(금천, 錦川)

## 사진

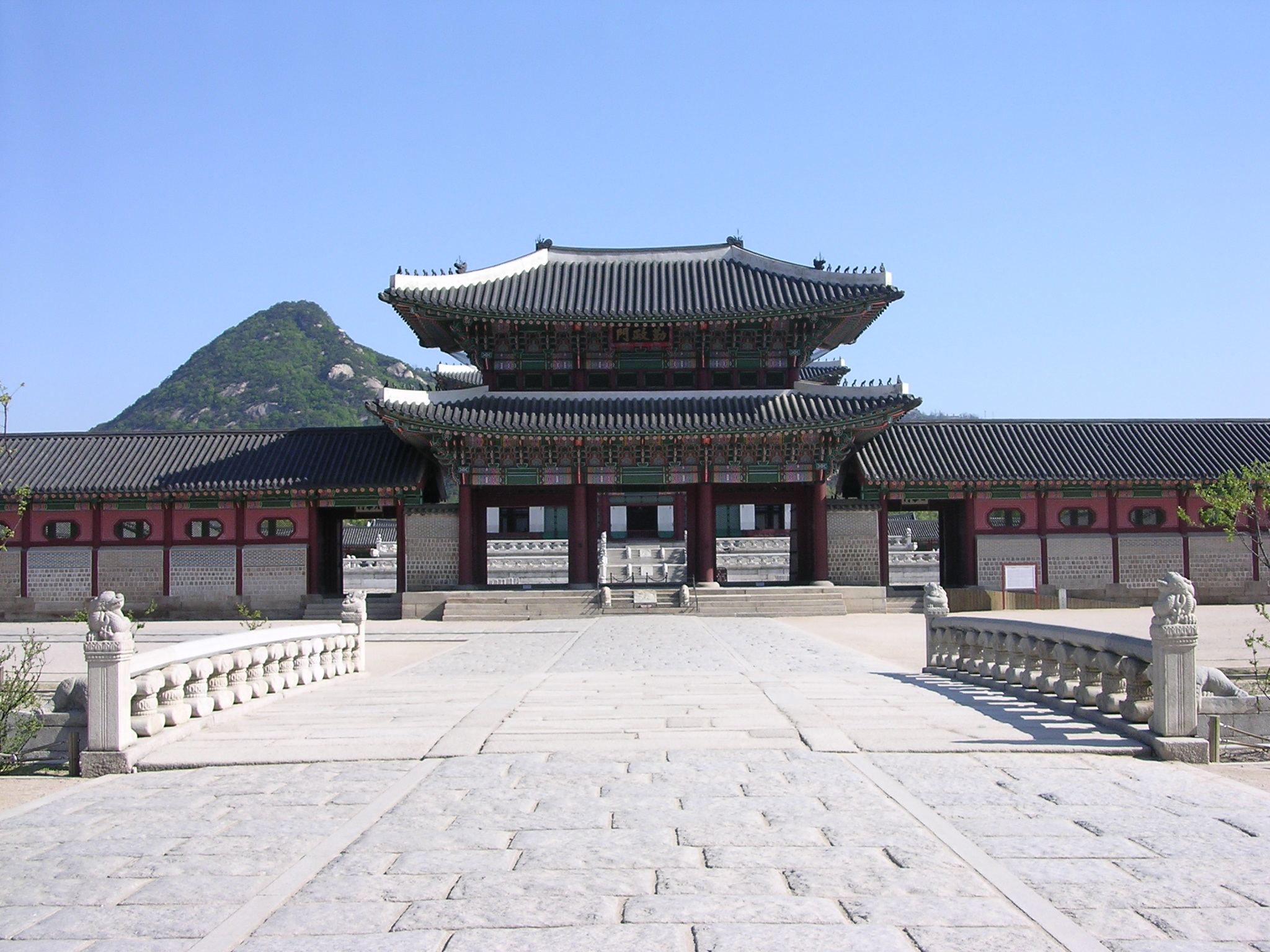
경복궁 영제교
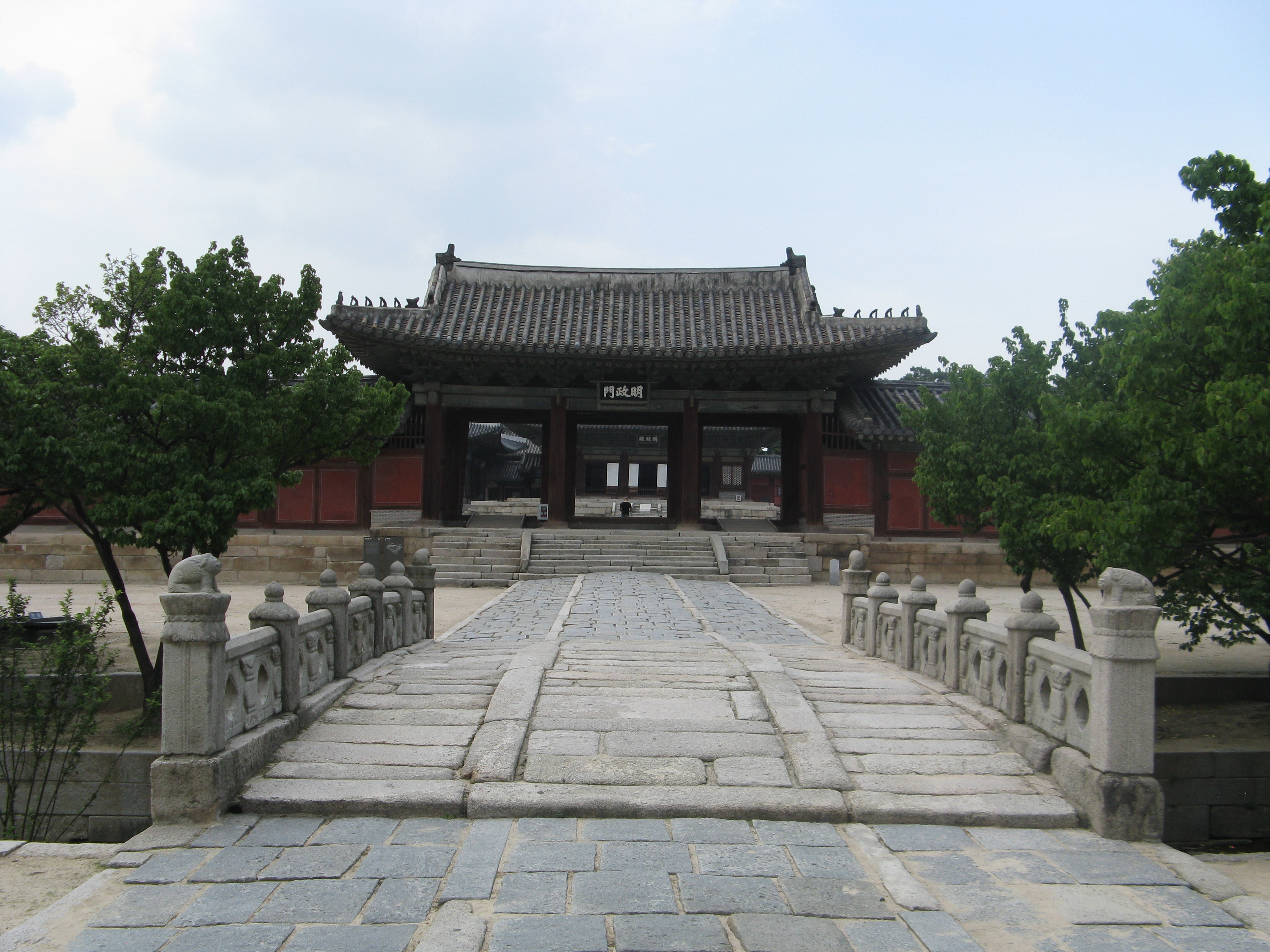
창경궁 옥천교
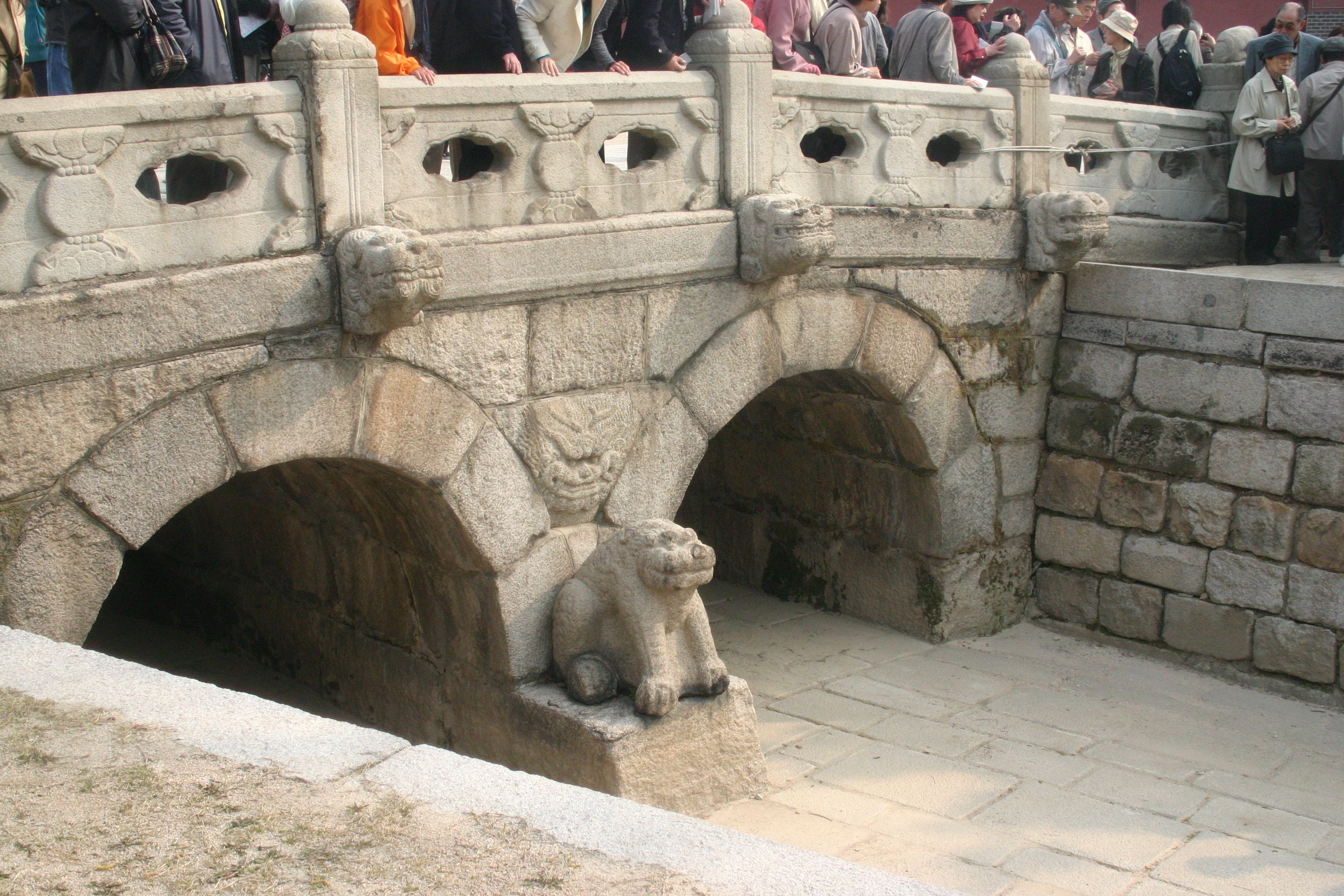
창덕궁 금천교